# Suicidio en Japón
El suicidio en Japón se ha convertido en un tema socio-nacional importante. El país tiene una tasa de suicidio elevada en comparación con otras naciones y está entre las más altas del mundo; el gobierno japonés informó de la tasa para 2006 como el noveno más alto del mundo; pero el número de suicidios ha ido disminuyendo y, entre 2013 y 2016, estuvo por debajo de 30 000 durante tres años consecutivos. En 2014, 70 personas japonesas se suicidaron por día, la gran mayoría eran hombres. Para 2016, las tasas de suicidio habían alcanzado un mínimo desde hacía 22 años de 21 764, es decir, los de hombres disminuyeron en 1664 hasta 15 017 y los de mujeres disminuyeron en 597 a 6747. El 71 % de los suicidios en Japón fueron cometidos por hombres, y es la principal causa de muerte entre los hombres de 20 a 44 años de edad.
Factores en el suicidio incluyen el desempleo (debido a la recesión económica en la década de 1990), la depresión, y las presiones sociales. En 2007, la Agencia Nacional de Policía revisó la clasificación de los motivos de suicidio en una división de 50 motivos con hasta tres razones que figuran para cada suicidio.
En la cultura japonesa hay una larga historia de suicidio honorable, como el suicidio ritual de los samuráis para evitar ser capturados, volar en un avión hacia el enemigo durante la Segunda Guerra Mundial (ataque kamikaze), o la carga contra el enemigo sin miedo para evitar avergonzar a la familia.
Hubo un rápido aumento de los suicidios desde la década de 1990. Por ejemplo, en 1998 un incremento del 34,7 % respecto al año anterior. Esto hizo reaccionar al gobierno japonés incrementando el financiamiento para el tratamiento de las causas de suicidio y para aquellos que se recuperaban de suicidios fallidos. A pesar de que se ha ido reduciendo considerablemente la tasa de suicidios desde 2012, todavía está entre los países con mayor cantidad de suicidios del mundo.

## Demografía y localizaciones

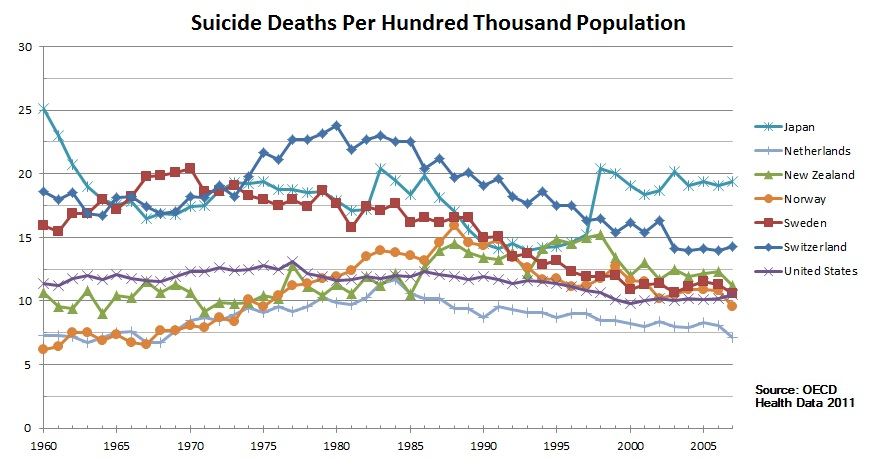
Tasa de muerte por suicidio entre 1960 y 2007 en los países de Japón, Países Bajos, Nueva Zelanda, Noruega, Suecia, Suiza y los Estados Unidos.

Por lo general la mayoría de los suicidas son hombres; más del 71% de las víctimas de suicidio en 2007 eran varones. En 2009, el número de suicidios entre los hombres aumentó de 641 a 23.472 (con las edades de 40 a 69 años representando el 40,8% del total). El suicidio es la principal causa de muerte entre los hombres de 20 a 44 años de edad. Los hombres son dos veces más propensos a causar su propia muerte después de un divorcio que las mujeres. Sin embargo, el suicidio sigue siendo también la principal causa de muerte para las mujeres de entre 15 y 34 años en Japón, más preocupante entre las más jóvenes.
La tasa de suicidios también ha aumentado entre las personas de 20 años, y en 2009 estaba en su punto más alto de todos los tiempos en ese grupo de edad por segundo año consecutivo, alcanzando el 24,1 por cada 100.000 personas. El NPA informó asimismo un récord por tercer año consecutivo entre las personas en la treintena. La tasa entre la población mayor de 60 años también es alta, aunque las personas de 30 a 40 años son aún más propensas a suicidarse.
En 2009, el número de suicidios subió un 2 por ciento, hasta 32.845 superior a los 30.000 de los doce años consecutivos anteriores y que equivale a casi 26 suicidios por cada 100.000 personas. Esto equivale aproximadamente a un suicidio cada 15 minutos. En comparación, el Reino Unido tenía una tasa de aproximadamente 9 por cada 100.000, y la tasa de EE.UU. estaba en torno a 11 por cada 100.000. La tasa de suicidio japonesa es especialmente alta entre los países industrializados.
En 2007, Japón ocupó el primer lugar entre los países del G8 en los suicidios femeninos y en segundo lugar, detrás de Rusia, en los suicidios masculinos.
La localización más frecuente de suicidios está en Aokigahara, una zona boscosa en la base del Monte Fuji. En el período anterior a 1988, cerca de 30 suicidios ocurrieron allí cada año. En 1999, se produjeron 74, el registro en el año 2002 descubrió que se habían hecho allí 78 suicidios. El área es patrullada por la policía en busca de suicidas, y ese mismo año 83 personas con la intención de suicidarse fueron encontradas y puestas bajo custodia protectora. Las vías del ferrocarril también son un lugar común para el suicidio, y la rápida línea Chuo es particularmente conocida por sus altas tasas de suicidas.

## Los métodos de suicidio
Los métodos más comunes de suicidio son saltar en frente de los trenes, saltar de lugares altos, colgándose, o una sobredosis de medicamentos. Las empresas ferroviarias pueden cobrar a las familias de los que se suicidan una cuota en función de la gravedad del tráfico interrumpido.
Un método más nuevo, ganando en popularidad a partir de 2006 en parte debido a la publicidad de sitios web de suicidio en internet, es el uso de productos para el hogar, como el gas venenoso sulfuro de hidrógeno. En 2007, sólo 29 suicidios utilizaron este gas, pero en un lapso de enero a septiembre de 2008, 867 suicidios fueron resultado de envenenamiento por gas. Este método es especialmente problemático, ya que existe un alto riesgo de daño a los demás en el proceso. Ha habido varios otros métodos que implican productos químicos domésticos. Un hombre intentó suicidarse en 2008 tragándose pesticidas y fue hospitalizado, 50 personas en el hospital enfermaron por los gases tóxicos.

## Lazos con los negocios
Históricamente, Japón ha sido una sociedad dominada por hombres "patriarcales", con fuertes lazos familiares y correlaciones con las expectativas sociales, sin embargo, el estallido de la burbuja que provocó la muerte de la cultura "empleo de por vida" dejó a estas cabezas de familia inesperadamente luchando con la precariedad laboral, y el estigma del desempleo. La economía de Japón, la tercera mayor economía del mundo, experimentó su peor recesión desde la Segunda Guerra Mundial a principios de 2009, impulsando la tasa de desempleo de la nación a un nivel récord de 5,7 por ciento en julio de 2009. Los desempleados representaron el 57 por ciento de todos los suicidios, la tasa más alta de cualquier otro grupo de ocupación. Como resultado de la pérdida de empleo, la desigualdad social (medida en el coeficiente de Gini) también ha aumentado, lo que ha sido demostrado en estudios que han afectado a las tasas de suicidio en Japón proporcionalmente más que en otros países de la OCDE.
Un factor que contribuye a las estadísticas de suicidio entre los trabajadores era la creciente presión en los puestos de trabajo de contención, añadiendo más horas a las horas extraordinarias y tomando menos vacaciones y días de enfermedad. Según cifras del gobierno, "la fatiga del trabajo" y problemas de salud, incluyendo la depresión relacionada con el trabajo, fueron los motivos principales para los suicidios, lo que afecta negativamente al bienestar social de los asalariados y que representó el 47 por ciento de los suicidios en 2008. De entre los 2.207 suicidios relacionados con el trabajo en 2007, la razón más común (672 suicidios) fue el exceso de trabajo.
Por otra parte, el vacío experimentado después de haber sido obligado a retirarse del lugar de trabajo se dice que es en parte responsable de la gran cantidad de suicidios de ancianos cada año. En respuesta a estas muertes, muchas empresas, las comunidades y los gobiernos locales han comenzado a ofrecer actividades y clases para la tercera edad recientemente jubilada que corre el riesgo de sentirse aislada, sola y sin un propósito o identidad.
Compañías de préstamos de consumo tienen mucho que ver con la tasa de suicidios. La Agencia Nacional de Policía afirma que una cuarta parte de todos los suicidios son motivados financieramente. Muchas muertes cada año se describen como Inseki-Jisatsu (suicidios por "responsabilidad impulsada"). Los bancos japoneses establecen condiciones muy difíciles para los préstamos, lo que obligó a los prestatarios usar los garantes de familiares y amigos que se convierten en responsables de los préstamos en mora, produciendo extrema culpabilidad y desesperación en el prestatario. En lugar de colocar la carga sobre sus garantes, muchos han estado tratando de asumir la responsabilidad de sus préstamos impagados y deudas pendientes a través de los pagos de seguro de vida. En el año fiscal 2005, 17 empresas de consumo de crédito recibieron un total combinado de ¥ 4.300.000.000 en pagos políticos suicidas en 4.908 los prestatarios o un 15 por ciento de los 32.552 suicidios en 2005. Los abogados y otros expertos afirman que, en algunos casos, los cobradores de acosar a los deudores a punto toman esta ruta. Los prestamistas japoneses no bancarios, a partir de mediados de la década de 1990, comenzaron la contratación de pólizas de seguros de vida, que incluyen pagos de suicidio a los prestatarios que incluyen la cobertura de suicidio, y los prestatarios no están obligados a ser notificado.

## Actitud cultural hacia el suicidio
La actitud de la sociedad japonesa hacia el suicidio se ha denominado «tolerante», y en muchas ocasiones el suicidio es visto como una acción moralmente responsable. La discusión pública sobre la alta tasa de suicidios también se centra en culpar a las dificultades económicas que enfrentan los hombres de mediana edad. Sin embargo, el surgimiento de sitios web suicidas en Internet y la creciente tasa de pactos suicidas han levantado preocupación entre la opinión pública y los medios de comunicación, que consideran los pactos «irreflexivos».
En 1703, Chikamatsu Monzaemon escribió una obra de teatro de títeres titulada Sonezaki Shinjuu (El amor suicida de Sonezaki), que fue posteriormente rediseñado para el teatro kabuki. La inspiración para la obra fue un doble suicidio real que había ocurrido recientemente entre dos amantes prohibidos. Los «suicidios dobles» se volvieron entonces tan comunes que con el tiempo fueron prohibidos por las autoridades del gobierno para desalentar a más parejas a poner «románticamente» fin a sus vidas.
Durante los años del Japón imperial, el suicidio era común entre los militares. Esto incluía el suicidio cuando se perdía una batalla. La forma samurái de la gloria a través de la muerte y el suicidio ritual era visto como algo honorable. El escritor Yukio Mishima es famoso por su suicidio ritual en pleno siglo XX.
El patrimonio cultural de suicidio como una noble tradición todavía tiene alguna resonancia entre la sociedad japonesa moderna. Si bien se le estaba investigando por un escándalo en los gastos, el ministro del gabinete Toshikatsu Matsuoka se quitó la vida en 2007. El gobernador de Tokio, Shintaro Ishihara, lo describió como un «verdadero samurái» por preservar su honor. Ishihara también es el guionista de la película I Go To Die For You que glorifica la memoria y la valentía de los pilotos kamikazes en la Segunda Guerra Mundial.

## Respuestas del gobierno
A pesar de una progresiva recuperación económica a partir de 2010, las tasas de suicidio han seguido siendo altas, lo que hace temer al gobierno japonés. En 2007, el gobierno lanzó un plan de nueve pasos, el "Libro Blanco de la lucha contra el suicidio", con el que esperaba frenar el suicidio en un 20% en 2017. El objetivo del Libro Blanco es fomentar la investigación de las causas de suicidio con el fin de evitarlo, cambiando las actitudes culturales hacia el suicidio, y mejorando el tratamiento de los suicidios fallidos. En 2009, el gobierno japonés comprometió ¥ 15.800.000.000 a las estrategias de prevención del suicidio. Naoto Kan, el ex primer ministro, habló de su deseo de "minimizar la infelicidad" en el país y manifestó en repetidas ocasiones sobre la necesidad de reducir la alta tasa de suicidios de Japón.
Japón asignó ¥ 12,4 mil millones (133 millones de dólares) en activos de prevención del suicidio en el año fiscal 2010 que terminó en marzo de 2011, con planes para financiar el asesoramiento público para las personas con deudas abrumadoras y los que necesitan tratamiento para la depresión.
En medio del aumento global de la muerte autoinfligida de 2009, el Gobierno afirmó que no ha habido signos alentadores desde septiembre. La Oficina del Gabinete dijo que el número de suicidios mensuales se redujo mes a mes entre septiembre de 2009 y abril de 2010. De acuerdo con cifras preliminares recopiladas por el NPA, el número de suicidios se redujo un nueve por ciento respecto al año anterior.